# São Pio Mártir
São Pio Mártir é um santo venerado pela Igreja Católica. Foi um soldado romano dos primeiros tempos do Cristianismo, morto por professar a fé cristã, cujo corpo foi encontrado na Catacumba de Santa Ciríaca.
Em 1797, a relíquia de São Pio Mártir foi obtida pelo ermitão-mor do Santuário de Nossa Senhora Mãe dos Homens, também conhecido como Santuário do Caraça.
Em 1901, a relíquia encontrava-se na capela do Hôrto, "aonde está por baixo do Throno um rico Thesouro , isto é, o corpo inteiro, e coberto perfeitamente de cera de S. Pio Martyr, do qual apparecem somente dois dentes de cima, as unhas das mãos e pés . No encosto da cabeça está o sangue misturado com areia, dentro do calix de vidro".
Recebeu, na doação ao Santuário do Caraça, o nome de Pio em homenagem ao Papa Pio VI que governava a Igreja na época. São Pio Mártir foi o primeiro corpo de santo vindo para o Brasil e o Irmão Lourenço o recebeu como oferta da Santa Sé para a glória do seu Santuário.